# علم التمويل الإحصائي
التمويل الإحصائي، هو تطبيق الفيزياء الاقتصادية في الأسواق المالية. بدلاً من الجذور المعيارية لكثير من مجالات التمويل، فإنه يستخدم إطارًا إيجابيًا يتضمن نماذج من الفيزياء الإحصائية مع التركيز على الخصائص الناشئة أو الجماعية للأسواق المالية. نقطة البداية لهذا النهج لفهم الأسواق المالية هي الحقائق المنمقة التي تمت ملاحظتها تجريبياً.